# 湖南平原
湖南平原（韓語：호남평야）又名“全州平原”。韩国最大的平原，也是朝鲜半岛三大平原之一。东南背依芦岭山脉，西临黄海。平原大部为花岗岩侵蚀的剥蚀平原，小部分是由锦江、万顷江和东津江所冲积而成的冲积平原。面积约1,620平方公里，东西长约50公里，南北宽80公里。
开发历史悠久，为韩国最大的粮食产区，行政区划上属于全罗北道，平原内最大的城市为全州市。